# Ebonique
Ebonique ist ein Dance-Act aus den Niederlanden, bestehend aus den Sängerinnen Ingrid Simons, Mieke de Jongh und Danie Duzant. Ebonique wurde im Jahr 2000 vom niederländischen Produzenten Tjeerd van Zanen zum Zwecke der Teilnahme am Eurovision Song Contest 2001 gegründet. Die Band konnte bei der Vorausscheidung in ihrem Land mit der Single So Much Love den zweiten Platz belegen. Damals war anstatt Danie Duzant noch Caroline Dest Bandmitglied.
Die Nachfolgesingle Give a Little erschien 2002 auch in Deutschland und war Titelsong der TV-Show Big Diet. In Berlin wurde ein Musikvideo zum Song gedreht und es folgten Auftritte Eboniques im Deutschen Fernsehen.
Während dieser Zeit kam es auch zu Gastauftritten als Backgroundchor mit deutschen Künstlern wie Sasha und Stefan Raab.
2003 war Ebonique noch einmal in der niederländischen Vorausscheidung zum Eurovision Song Contest zu sehen und zu hören. Der Song Heatwave wurde vom Malteser Gerard James Borg geschrieben. Ebonique erreichte den vierten Platz.
Die Band trat bis zu ihrer Auflösung 2010 regelmäßig live auf, vornehmlich in ihrem Heimatland.